# Массагет
Массагет (фр. Massaguet) — город в Чаде, расположен в регионе Хаджер-Ламис.

## Географическое положение
Массагет расположен на высоте 288 метров над уровнем моря.

## Демография
Население города по годам:
| 1993   | 2010   |
| ------ | ------ |
| 13 185 | 19 678 |

## История
Стратегическое положение города на «оси Массагет — Нджамена» предопределяет важное военно-политическое значение Массагета. 5 июня 1982 при Массагете произошло одно из решающих сражений чадской гражданской войны. Вооружённые силы Севера (FAN) Хиссена Хабре нанесли поражение правительственным войскам Гукуни Уэддея. Через день FAN без боя вступили в столицу.